# Championnats d'Europe de kayak-polo 2005
Navigation
Édition précédente Édition suivante
Les 6es championnats d'Europe de kayak-polo de 2005 se sont déroulés du 6 au 11 septembre à Madrid, en Espagne.

## Résultats
| Catégorie      | Médaille d'or   | Médaille d'argent | Médaille de bronze |
| -------------- | --------------- | ----------------- | ------------------ |
| Séniors Hommes | Allemagne       | Grande-Bretagne   | Pays-Bas           |
| Séniors Dames  | Grande-Bretagne | Allemagne         | France             |
| Espoirs Hommes | Espagne         | France            | Pologne            |
| Espoirs Dames  | Allemagne       | Pologne           | Grande-Bretagne    |